# Глебов, Иван Васильевич Ощера
Иван Васильевич Глебов прозванием Ощера (ум. 1486) — окольничий великих князей Московских Василия Тёмного и Ивана III. Внук родоначальника Глебовых Глеба Михайловича Сорокоумова.
После ослепления великого князя Василия Тёмного Дмитрием Шемякой и ссылки его в Углич, Ощера и брат его Бобр примкнули к князьям Ряполовским и князю Стриге Оболенскому, решившим освободить великого князя из Углича. Разбив посланную вдогонку за ними дружину Шемяки у устья Мологи, главари заговора бежали в Мстиславль к князю Василию Ярославичу Боровскому, куда сошлись и остальные их единомышленники. Собрав войско, князь Боровский двинулся на выручку Василия Тёмного, дружина которого между тем уже взяла Москву (1446).
В 1454 или 1455 году во время нашествия татарского царевича Салтана за Оку Глебов стоял с коломенскою силою и упустил татар, не решившись дать им сражение. Шереметевский боярский список отмечает Ощеру при вокняжении Ивана III в 1462 году как единственного окольничего Василия Тёмного. В начале княжения Ивана III он служил брату его Юрию Васильевичу и «сидел» у его духовной грамоты в 1472 году. В актах этого времени Ощера нигде не называется боярином, а в рукописных разрядных под 22 октября 1475 года обозначен окольничим; летопись даёт ему звание боярина, обозначая по-видимому класс, а не чин.
При Иване III он пользовался большою доверенностью великого князя. Летописец с негодованием рассказывает о плохом влиянии Ощеры на Ивана III во время нашествия Ахмата в 1480 году. Когда татары подошли к Угре, Ощера и Григорий Андреевич Мамон, бояре тучные, любившие своё имение, жён и детей более отечества, не переставали шептать Ивану, что лучше искать мира, напоминали ему о бегстве Дмитрия Донского в Кострому во время нашествия Тохтамыша и о пленении Василия Тёмного после Суздальского боя. Иван уехал в Москву, чтобы посоветоваться с матерью, митрополитом и боярами; сторонники борьбы с татарами склонили его вернуться к войску. Иван приехал в Кременец, в 30 верстах от Медыни. Здесь опять возобладало влияние Ощеры и Мамона. К Ахмату послан был Иван Товарков с мирными предложениями, не имевшими однако успеха. Между тем духовенство напомнило Ивану ІII его обет стоять крепко за веру и отечество. Великий князь, склонный и сам по себе к осторожности, но не решавшийся явно идти против сторонников борьбы, старался отсрочить время решительного столкновения и велел своей рати отступить от Угры к Кременцу, а затем к Боровску, обещая дать бой в окрестностях этого города; исполнить обещание не пришлось, потому что татары сами удалились от границ Московского княжества.
27 февраля 1486 года Ощера получил в пожизненное владение подмосковное село Кудрино. В том же году он умер. По словам родословной из собрания И. Д. Беляева, он получил кормления в Коломне, Старой Русе и Новгороде (то есть какую-нибудь пошлину в этих городах). У него было 2 сына — Иван и Михаил, — не оставившие потомства.

## В культуре
- Персонаж романа Николая Полевого «Клятва при гробе Господнем. Русская быль XV века» (1832).